# 文孝進
文 孝進（朝鮮語: 문효진、ムン・ヒョジン、英語: Mun Hyo-jin 、1962年12月29日 - 2008年3月17日）は韓国人。世界平和統一家庭連合の教祖文鮮明を父親とする韓鶴子の長男。

## 概要
1961年に生まれた姉の文誉進に続き、翌年の12月〈陰暦12月3日〉に生まれた。1973年、10歳のとき、家族と共に渡米し、ニューヨーク郊外の高級住宅街で育った。信者からは「ヒョジン・ヒョンニム」（ヒョンニムとは朝鮮語で”お兄様”の意）と呼ばれ、兄弟姉妹とともに「真の御子女様」と呼ばれた。
1982年に19歳で結婚し、1984年、21歳で統一教会/統一協会系の学生組織「原理研究会」の初代会長に就任、1992年まで務める。
文教祖の後継者として周囲の期待を負いつつ、ロック音楽、銃などの趣味に没頭する一方、アルコール依存症と薬物依存症などに陥った。洪蘭淑との最初の結婚は早期に破綻しており、2年にわたる裁判の中で孝進による家庭内暴力の事実が認められ、1997年に離婚が認められた。1999年2月5日に崔姸娥（チェ・ヨナ）と再婚し、3男2女をもうけた。2008年3月17日に韓国の清平にある教団施設で死去した。45歳没。

## 年表
- 1962年12月29日 - 韓国で誕生。リトルエンジェルス芸術学院に入学[注 3][5]。ニューヨーク州タリータウンのハックリー校 (Hackley School) に入学。
- BB銃という空気銃を学校に持参し、数名の同級生を撃ったことでハックリー校を退学となる[6]。父、文鮮明の側近、朴普煕とバージニア州マクリーン (McLean) で暮す[6]。
- 1973年12月18日 - 他の兄弟たちとともにアメリカに移住した。
- 1981年11月 - 父文鮮明が当時15歳の洪蘭淑を結婚相手に選んだ[7]。
  - 12月 - 単身韓国を訪れ、洪蘭淑に会って婚前交渉した[8]。
- 1982年1月7日 アメリカで洪蘭淑と結婚し、当初ニューヨークのウエストチェスター郡のアービントン (Irvington) にある文鮮明一族の邸宅（通称 イーストガーデン）で、妹、仁進（インジン）の家族らと同居した。父、鮮明の個人的な補佐、ピーター・キムを伴い新婚旅行に出かけ、フロリダ州、ディズニーランド、ラスベガスを訪れた。別れ話を切り出し、蘭淑との結婚は望まなかったが両親を喜ばせるためだけ結婚したこと、韓国にいるガールフレンドをあきらめるつもりはないことなどを告げ、韓国のソウルへ旅立った[9]。韓国から帰国し「結婚祝いのお金でガールフレンドをアメリカに呼び寄せ、マンハッタンに二人で暮らすアパートを借り、両親にそのガールフレンドと結婚するつもりである」旨を告げた[10]。母、韓鶴子が孝進のガールフレンドと話し合い、手切れ金とカリフォルニア州行きの航空券を渡し手を打った[11]。韓国から帰国。
- 1983年3月 - 長女が誕生。
- 1985年 - 「大学原理研究会」の世界会長に就任。統一教会/統一協会所有の録音施設、「マンハッタン・センター」（マンハッタン・スタジオ）の製作・経営の責任者となった[12]。
- 1987年 - マンハッタン・スタジオでレコーディングを始めた。
- 1988年 - 統一教会/統一協会の信者の前で、ワシントンに行った後ドラッグ（麻薬）に関わるようになったこと、高校時代、酒を飲んでいたこと、多くの女性とつきあっていたこと、肉体関係を持ち、結婚を考えていた女性がいたこと、父親に対する良心の呵責から自殺を考えていたことなどを告白[13]。
- 1993年 - コカインを常用するようになった[14]。
- 1994年2月 - 父親からマンハッタン・センターのプロジェクト資金として40万ドル（当時のレートで約4千万円）もらった[15]。
  - 11月 - 第5子、次男が誕生した[16]。
- 1995年4月 - マンハッタン・センターの社員らが父、鮮明に孝進の復職に抗議する手紙を送った[17]。
  - 8月8日 - 当時の妻の洪蘭淑が5人の子供を連れて文家から脱出。蘭淑からマサチューセッツ検認裁判所に離婚と養育費を支払いを求め提訴された。フロリダ州ウェストパームビーチのヘイゼルトン・クリニック[18]、カリフォルニア州のベティ・フォード・クリニック[18]で麻薬中毒治療を受けた。
  - 10月25日 - マサチューセッツ検認裁判所から毎月養育費を支払うよう命じられた[19]。
  - 11月 - 子供たちとの面会が可能かを確認するために蘭淑が雇ったソーシャルワーカーと面接した[20]。
  - 12月 - 子供たちとの接触禁止命令に背き、子供たちにクリスマスプレゼントを贈った[21]。
- 1996年2月 - 子供たちとの面会が可能かを確認するために再びソーシャルワーカーと面接した[22]。
  - 4月 - ソーシャルワーカーから子供たちとの監督付き面会の許可が出た[22]。蘭淑の裁判費用の支払いを求めた裁判所の命令に背いたため、マサチューセッツ州刑務所に収監された。ニューヨークで正式に破産手続きを行い3か月後に釈放された[23]。
- 1997年12月 - 裁判所が蘭淑との離婚を認めた[24]。
- 1998年9月20日 - 元妻、蘭淑がアメリカのCBSのドキュメンタリーテレビ番組“60 Minutes”で文鮮明一家の偽善性を告発した[25]。　
  - 10月13日 『タイム』誌に文一族を告発したインタビュー記事が掲載された。『わが父文鮮明の正体』 の発売に先立ち、『文藝春秋』11月号で「文鮮明聖家族の仮面を剥ぐ」 と題してその一部が掲載された。
  - 11月25日 - 蘭淑の告発手記“In The Shadow of Moon”（『わが父文鮮明の正体』）がアメリカと日本で出版される。
- 1999年2月5日 - 崔姸娥（チェ・ヨナ）と再婚[4]。
- 2005年3月6日-3月29日 - 日本7か所でコンサートツアー「HJ Moon Concert 2005」（主催・真の家庭運動推進協議会）。
- 2007年3月24日-4月7日 - 日本5か都市コンサートツアー（福岡大会、高松大会、大阪大会、名古屋大会、関東大会）。
- 2008年
  - 3月9日午前7時 - アメリカの教団施設（ベルベディア邸）において、「コミットメント(誓約)」と題した説教をした。
  - 3月17日午前9時43分 - 韓国のソウル特別市龍山区漢南洞（ハンナムドン）において心筋梗塞により死亡した[26]。
  - 3月19日 - 約2,100人が参列[27]し韓国・天宙清平修錬苑の天城旺臨宮殿大聖殿で世界昇華式が行われた。